# 167 (numero)
Centosessantasette (167) è il numero naturale dopo il 166 e prima del 168 e quindi è primo bodo.

## Proprietà matematiche
- È un numero dispari.
- È un numero difettivo.
- È il trentanovesimo numero primo (precede il 173 e segue il 163).
  - È un numero primo sexy con 173.
  - È un numero primo di Chen.
  - È un numero primo di Eisenstein.
  - È un numero primo sicuro, ovvero (167-1)/2 è ancora un numero primo.
  - È un numero primo troncabile a sinistra.
  - È il terzo elemento della catena di Cunningham del primo tipo (41, 83, 167).
- È un numero strettamente non palindromo.
- È un numero felice.
- È un numero nontotiente.
- È un numero altamente cototiente.
- È la differenza di 2 quadrati: 167 = 842 - 832.
- È parte della terna pitagorica (167, 13944, 13945).
- È un numero omirp.
- È un numero congruente.

## Astronomia
- 167P/CINEOS è una cometa periodica del sistema solare.
- 167 Urda è un asteroide della fascia principale del sistema solare.
- IC 167 è una galassia del gruppo NGC 697.

## Astronautica
- Cosmos 167 è un satellite artificiale russo.

## 167 in altri alfabeti
- Nell'alfabeto arabo: ١٦٧
- Nell'alfabeto greco: ρξζʹ